# Wadi Umm Balad
Wadi Umm Balad és una excavació al desert oriental d'Egipte, en una zona de mines, on s'ha trobat un serekh de Hwt Hor o Ni Hor (també pot ser Nj-Hor, Hwt-Hor, Ka i Hor Aha). Se n'extreia quarsodiorita.